# Shark Tank
Shark Tank is een Amerikaanse zakelijke realityserie die op 9 augustus 2009 in première ging op ABC. De serie is de Amerikaanse franchise van het internationale format Dragons' Den, dat in 2001 in Japan ontstond als Manē no Tora (Geldtijgers). Het toont ondernemers die zakelijke presentaties geven aan een panel van vijf investeerders of sharks (haaien), die beslissen of ze in hun bedrijf willen investeren.
De serie was een succes in zijn tijdslot en won vier keer de Primetime Emmy Award for Outstanding Structured Reality Program (2014–2017) in de eerste vier jaar van het bestaan van die categorie. In 2012-2013 won het de Primetime Emmy Award for Outstanding Reality Program.

## Inhoud
Sony Pictures Television, dat de rechten bezit om de serie in de Verenigde Staten uit te zenden, promootte het gedurende vijf jaar over de hele wereld, totdat het project uiteindelijk werd opgepikt door Mark Burnett. De serie bestaat uit het uitnodigen van ondernemers op een set om hun ideeën te presenteren ("pitchen") aan een groep investeerders. Ze worden Sharks genoemd omdat ze soms als haaien om de "prooi" "vechten". Aan het einde van elke presentatie van het product of concept geven de Sharks hun oordeel, ofwel door zich terug te trekken, ofwel door een investering aan te bieden aan de ondernemer, meestal in ruil voor aandelen in het bedrijf of door royalty's op toekomstige verkopen.
Aan het begin van de aflevering wordt gezegd dat "de ondernemers het hele bedrag dat ze vragen moeten krijgen, anders krijgen ze niets"; maar dat is niet helemaal waar. Want soms krijgt een ondernemer een (veel) hoger bedrag.
Twee van de al lang bestaande Sharks van het programma, Robert Herjavec en Kevin O'Leary, zijn Canadese ondernemers die eerder in de Canadese versie van Dragons' Den waren verschenen.

## Afleveringen
| Seizoen | Afleveringen | Oorspronkelijk uitgezonden | Oorspronkelijk uitgezonden |
| Seizoen | Afleveringen | Eerst uitgezonden          | Laatst uitgezonden         |
| ------- | ------------ | -------------------------- | -------------------------- |
| 1       | 14           | 9 augustus 2009            | 5 februari 2010            |
| 2       | 9            | 20 maart 2011              | 13 mei 2011                |
| 3       | 15           | 20 januari 2012            | 18 mei 2012                |
| 4       | 26           | 14 september 2012          | 17 mei 2013                |
| 5       | 29           | 20 september 2013          | 16 mei 2014                |
| 6       | 29           | 26 september 2014          | 15 mei 2015                |
| 7       | 29           | 25 september 2015          | 20 mei 2016                |
| 8       | 24           | 23 september 2016          | 12 mei 2017                |
| 9       | 24           | 1 oktober 2017             | 25 februari 2018           |
| 10      | 23           | 7 oktober 2018             | 12 mei 2019                |
| 11      | 24           | 29 september 2019          | 15 mei 2020                |
| 12      | 25           | 16 oktober 2020            | 21 mei 2021                |
| 13      | 24           | 8 oktober 2021             | 20 mei 2022                |
| 14      | 20           | 23 september 2022          | 14 april 2023              |